# Parawixia dehaani
Espèce
Synonymes
- Epeira dehaanii Doleschall, 1859
- Epeira spectabilis Doleschall, 1859
- Epeira caputlupi Doleschall, 1859
- Epeira bogoriensis Doleschall, 1859
- Epeira kandarensis Thorell, 1877
- Epeira submucronata Simon, 1887
- Epeira caestata Thorell, 1890
- Araneus submucronatus Simon, 1901
- Aranea dehaanii octopunctigera Strand, 1911
- Aranea dehaanii pygituberculata Strand, 1911
- Parawixia dehaanii pygituberculata (Strand, 1911)
- Aranea dehaanii quadripunctigera Strand, 1911
- Parawixia dehaanii quadripunctigera (Strand, 1911)

Parawixia dehaani est une espèce d'araignées aranéomorphes de la famille des Araneidae.

## Distribution
Cette espèce se rencontre de l'Inde à la Nouvelle-Guinée.
Parawixia dehaani a été observée en Inde,, au Pakistan, au Sri Lanka, au Bangladesh, en Birmanie,, en Thaïlande, au Viêt Nam, en Chine y compris à Hong Kong, au Japon,,, à Taïwan, aux Philippines,, en Malaisie,, y compris à Bornéo, à Singapour, en Indonésie y compris dans les îles de Java et de Sumatra, en Polynésie, et en Nouvelle-Guinée,.

## Habitat
Parawixia dehaani occupe la végétation de la partie basse de la forêt. Elle peut également être présente dans les espaces cultivés comme les plantations de mangues ou les plantations de thé ou de girofliers.

## Description

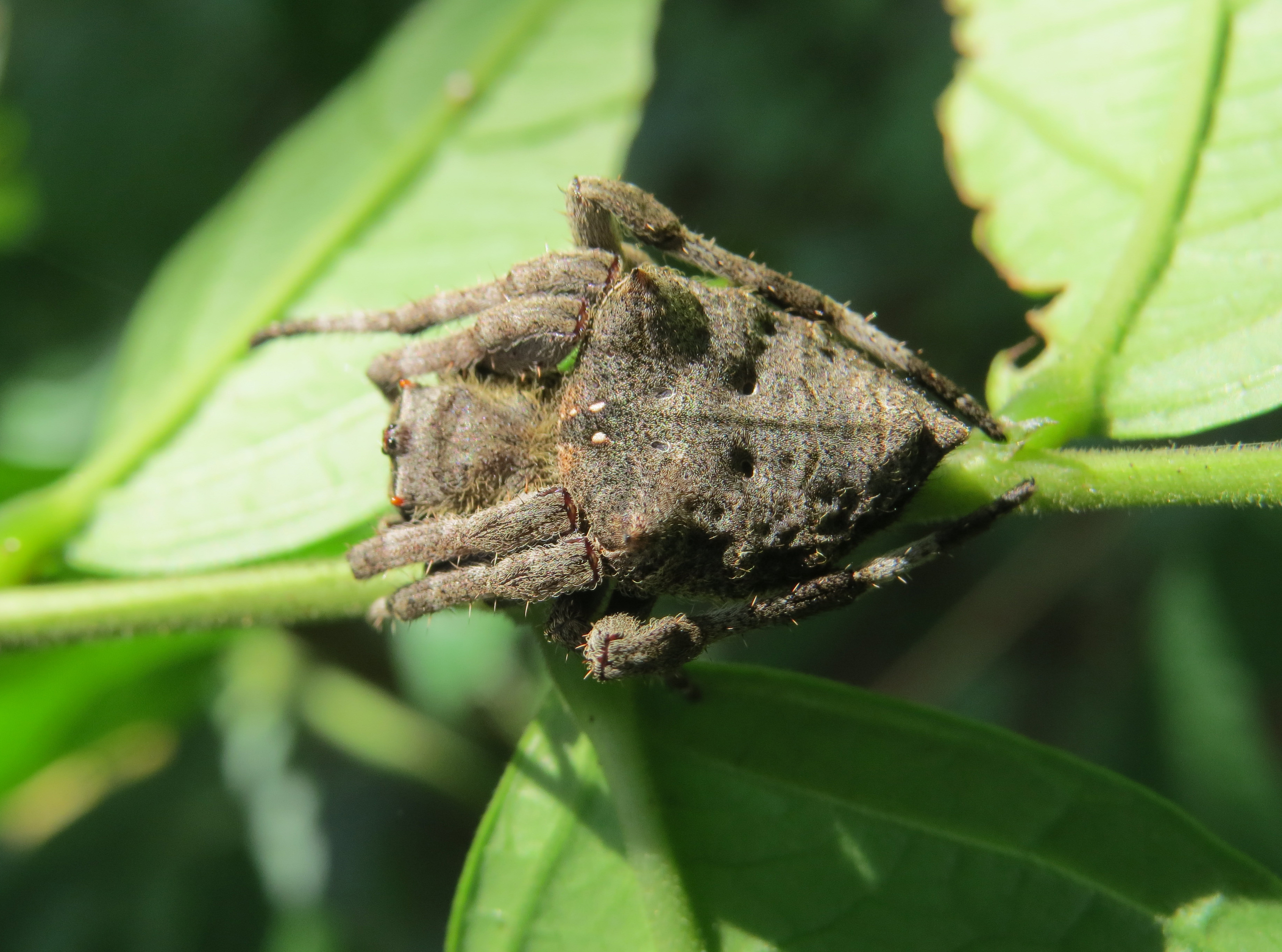
Parawixia dehaani d'Inde

Les femelles mesurent de l'ordre de 20 mm et les mâles de l'ordre de 8 mm.
Le céphalothorax, d'une couleur marron-roux, est plus long que large se rétrécissant vers l'avant. La partie céphalique est surélevée en son milieu formant un renflement derrière la zone oculaire,.

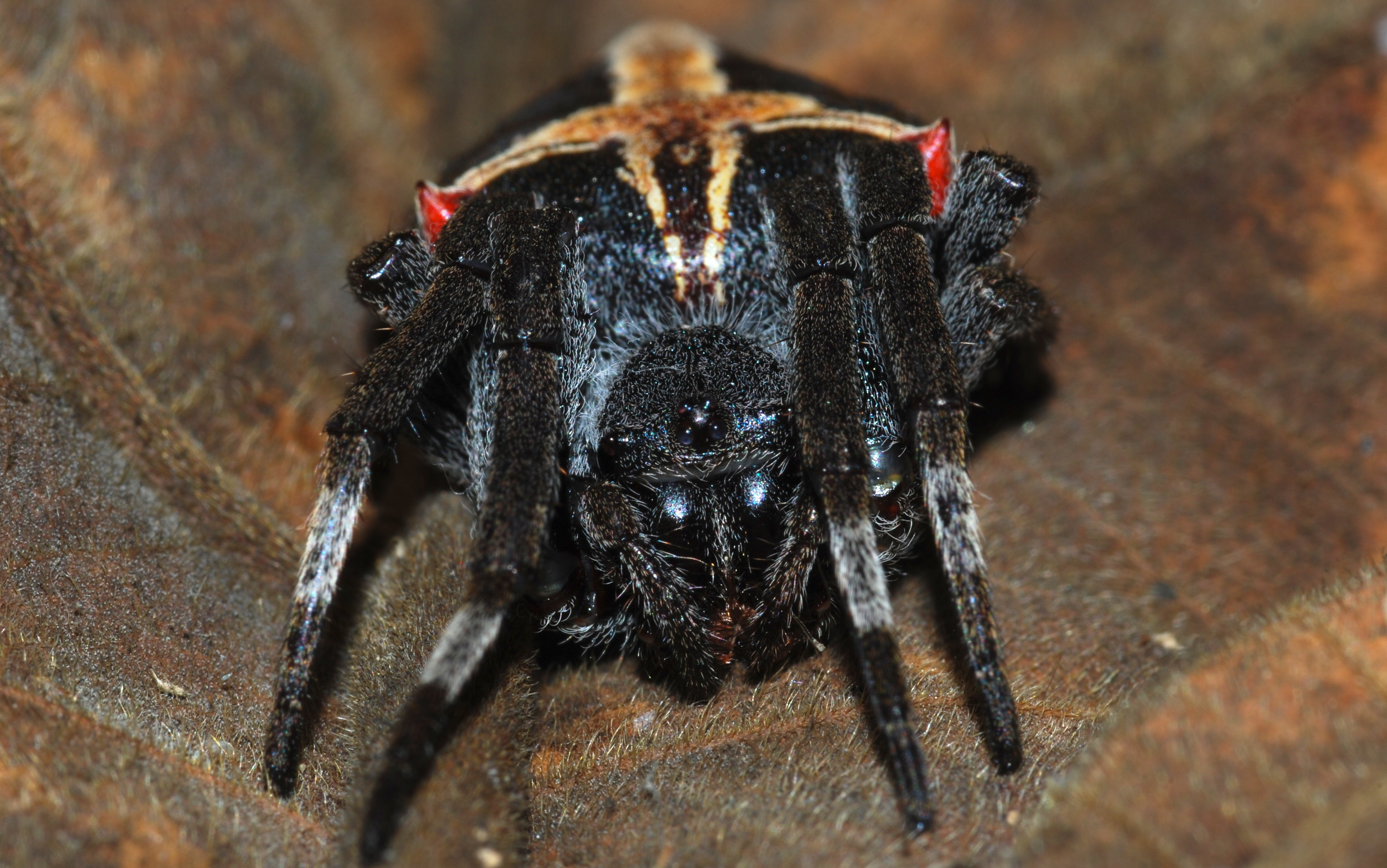
Parawixia dehaani du Parc national de Taman Negara en Malaisie

Le quadrangle oculaire est positionné sur une bosse avec les médians antérieurs plus gros que les médians postérieurs. Les yeux latéraux sont de taille identique, rapprochés et placés à la base de petits tubercules assez espacés des yeux médians,.
Les chélicères sont fortes et de couleur marron-roux,.
Les pattes, de couleur marron-roux, sont longues et fortes, couvertes de poils, avec des tarses plus foncés que les autres segments,.
L'abdomen, de couleur marron foncé à gris clair, est plus large que long et de forme triangulaire avec sur sa face dorsale deux excroissances en forme d'épines sur les côtés de la base et une sur la partie terminale. La face dorsale présente cinq paires de sigilla (marques en forme de cachet de cire) dont quatre forment un carré et une bande claire transverse rejoignant les deux excroissances latérales,. 
Les femelles peuvent présenter des couleurs très différentes pouvant laisser penser qu'elles appartiennent à des espèces différentes. La bande claire transverse peut par exemple être absente.

## Comportement

### Toile
Parawixia dehaani construit une toile verticale avec un trou central. La toile comporte des parties endommagées et semble abandonnée.

### Prédation et alimentation
Cette araignée peut capturer des chauves-souris. Il semble qu'elle puisse également se nourrir de geckos (Gekko gecko).

### Cycle de vie
Cette espèce est nocturne et passe la journée parfaitement camouflée sous une feuille sèche. En cas de danger, elle tombe au sol et fait la morte avec les pattes recroquevillées près du corps.

## Liste des sous-espèces
Selon World Spider Catalog (version 20.5, 28/10/2019) :
- Parawixia dehaani dehaani (Doleschall, 1859)
- Parawixia dehaani octopunctigera (Strand, 1911) de Nouvelle-Irlande en Papouasie-Nouvelle-Guinée

Parawixia dehaani octopunctigera se distingue par la présence de deux rangées de quatre taches claires sur le dos de l'abdomen. Cette sous-espèce est inquirenda pour Nentwig, Blick, Gloor, Jäger et Kropf en 2019

## Systématique et taxinomie

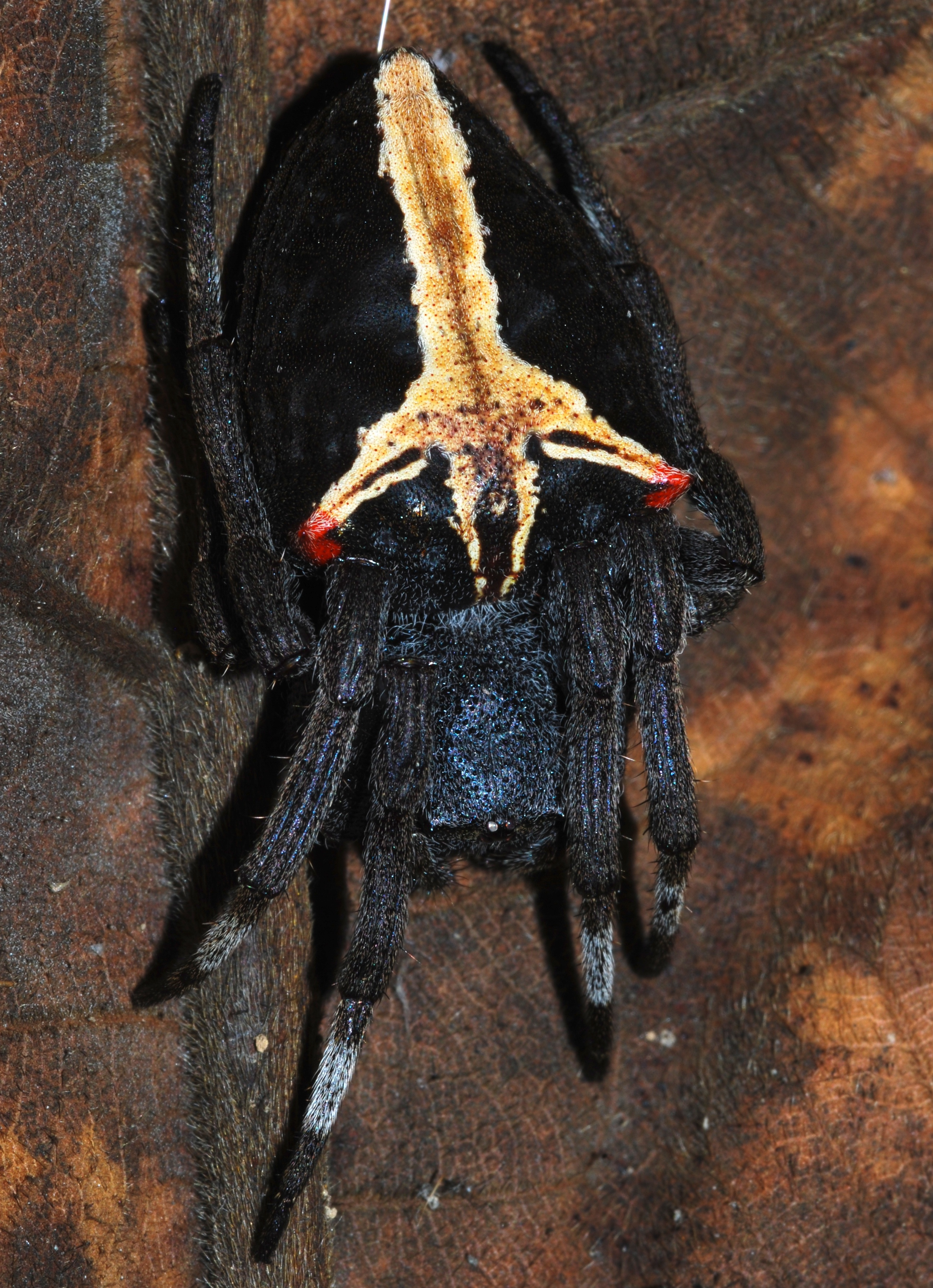
Parawixia dehaani du Parc national de Taman Negara en Malaisie

Cette espèce a été décrite sous le protonyme Epeira dehaanii par Doleschall en 1859. Elle est placée dans le genre Parawixia par Tikader en 1982.
Les sous-espèces Parawixia dehaani pygituberculata et Parawixia dehaani quadripunctigera ont été placées en synonymie avec Parawixia dehaani dehaani par Nentwig, Blick, Gloor, Jäger et Kropf en 2019.

## Publication originale
- Doleschall, 1859 : Tweede Bijdrage tot de Kenntis der Arachniden van den Indischen Archipel. Acta Societatis Scientiarum Indo-Neerlandicae, vol. 5, p. 1-60 (texte intégral).